# Жерновский сельсовет
Жерно́вскоий сельсовет — сельское поселение в Долгоруковском районе Липецкой области.
Административный центр — село Жерновное.

## География
Поселение находится в восточной части района, в 8 км к востоку от села Долгоруково. На севере граничит с Большебоевским, на востоке с Слепухинским и Долгушинским, на юго-востоке с Верхнеломовецким, на юге с Меньшеколодезским, на западе с Долгоруковским сельскими поселениями Долгоруковского района.
По территории поселения протекают реки: Снова, Лух (Ерик), Дегтярка, а также мелкие ручьи. В селе Жерновное три небольших запруды.
Через поселение проходит областная трасса связывающая райцентр Долгоруково с Задонском и Липецком.

## Население
| 2010 | 2011 | 2012 | 2013 | 2014 | 2015 | 2016 |
| ---- | ---- | ---- | ---- | ---- | ---- | ---- |
| 779  | ↗780 | ↘756 | ↘733 | ↘705 | ↘698 | ↘683 |
| 2017 | 2018 | 2021 |      |      |      |      |
| ↘679 | ↘677 | ↘590 |      |      |      |      |

## Состав сельского поселения
| № | Населённый пункт | Тип населённого пункта       | Население |
| - | ---------------- | ---------------------------- | --------- |
| 1 | Бурелом          | деревня                      | 3         |
| 2 | Вороновка        | деревня                      | ↘17       |
| 3 | Гринёвка         | деревня                      | 44        |
| 4 | Жерновное        | село, административный центр | ↘523      |
| 5 | Исаевка          | деревня                      | ↘42       |
| 6 | Озерки           | деревня                      | →21       |
| 7 | Сергиевка 2-я    | деревня                      | 57        |
| 8 | Тёпленькая 1-я   | деревня                      | ↘52       |
| 9 | Царёвка          | деревня                      | 20        |

## Местное самоуправление
Глава поселения Тюленев Виктор Николаевич.
Телефон администрации поселения (47468) 2-31-16.

## Достопримечательности
Родник и купель, развалины дворянской усадьбы в деревне Царёвка.

## Культура и образование
Поселенческий центр культуры и досуга, а также библиотека находятся в селе Жерновное.
Жерновская средняя школа — филиал лицея села Долгоруково.
До недавнего времени школа работала также в деревне Тёпленькая Первая.

## Общественные учреждения
В центре поселения действует отделение почтовой связи и сберегательного банка.

## Медицина
Фельдшерско-акушерские пункты в с. Жерновное, д. Тепленькая первая, д. Исаевка.

## Сельское хозяйство
ООО «Долгоруково-Агро» специализируется на производстве растениеводческой и животноводческой продукции.

## Транспорт
Через поселение ежедневно курсирует автобус по маршруту Долгоруково — Долгуша.
На северо-западе поселения проходит железная дорога линии Елец — Касторное — Валуйки ЮВЖД. Ближайшая пассажирская и грузотоварная станция — Плоты.